# 汝州直隶州
汝州直隶州，明朝时设置的直隶州。

汝州在河南省的位置（1820年）

成化十二年（1476年）九月，升汝州为直隶州。下领四县：鲁山县、郏县、宝丰县、伊阳县。清朝时，沿袭明制，仍领四县。评价：繁，难。1913年废，改州为临汝县。